# San Ildefonso (Bulacan)
San Ildefonso è una municipalità di prima classe delle Filippine, situata nella Provincia di Bulacan, nella Regione del Luzon Centrale.
San Ildefonso è formata da 36 baranggay:
- Akle
- Alagao
- Anyatam
- Bagong Barrio
- Basuit
- Bubulong Malaki
- Bubulong Munti
- Buhol na Mangga
- Bulusukan
- Calasag
- Calawitan
- Casalat
- Gabihan
- Garlang
- Lapnit
- Maasim
- Makapilapil
- Malipampang

- Mataas na Parang
- Matimbubong
- Nabaong Garlang
- Palapala
- Pasong Bangkal
- Pinaod
- Poblacion
- Pulong Tamo
- San Juan
- Santa Catalina Bata
- Santa Catalina Matanda
- Sapang Dayap
- Sapang Putik
- Sapang Putol
- Sumandig
- Telapatio
- Umpucan
- Upig